# Чан де Дрја (Ђенова)
Чан де Дрја је насеље у Италији у округу Ђенова, региону Лигурија.
Према процени из 2011. у насељу је живело 32 становника. Насеље се налази на надморској висини од 317 м.